# Dichaetocoris utahensis
Dichaetocoris utahensis är en insektsart som beskrevs av Knight 1968. Dichaetocoris utahensis ingår i släktet Dichaetocoris och familjen ängsskinnbaggar. Inga underarter finns listade i Catalogue of Life.